# Міжнародний день Червоного Хреста і Червоного Півмісяця

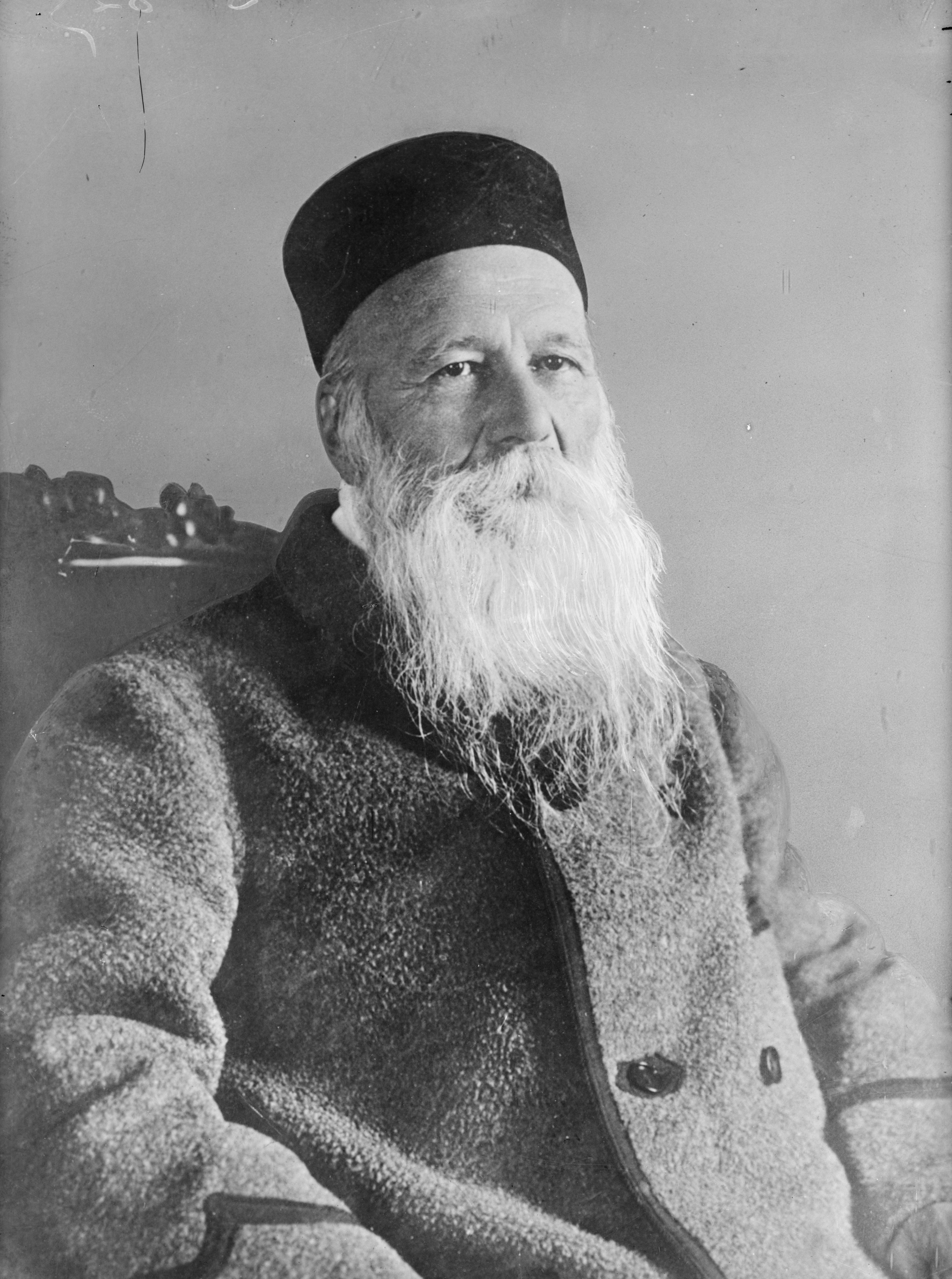
Жан Анрі Дюнан, засновник Червоного Хреста

Міжнародний (або Всесвітній) день Червоного Хреста і Червоного Півмісяця — міжнародний день, що відзначається щороку 8 травня, вшановуючи принципи Міжнародного руху Червоного Хреста і Червоного Півмісяця. Ця дата є річницею народження Жана-Анрі Дюнана, який народився 8 травня 1828 року. Він був засновником Міжнародного комітету Червоного Хреста (МКЧХ) і першим лауреатом Нобелівської премії миру.

## Історія
Ідея «щорічної акції, яка могла б поширитися в усьому світі… та стала б великим внеском у мир» була представлена одразу після Першої світової війни. Цю ініціативу, відому як «перемир'я Червоного Хреста», вивчали Міжнародна комісія, створена на 14-й Міжнародній конференції Червоного Хреста. Її доповідь, представлену на 15-й Міжнародній конференції Червоного Хреста в Токіо в 1934 році, було схвалено. Лише після Другої світової війни, у 1946 році, токійська пропозиція була вивчена Лігою товариств Червоного Хреста (LRCS; з 1991 — Міжнародна федерація товариств Червоного Хреста та Червоного Півмісяця (IFRC)). Через два роки, враховуючи принципи перемир'я та його застосування в різних регіонах світу, було прийнято пропозицію щорічного відзначення Міжнародного дня Червоного Хреста. Перший День Червоного Хреста відзначався 8 травня 1948 року. Офіційна назва дня змінювалася з часом і в 1984 році стала «Міжнародним днем Червоного Хреста і Червоного Півмісяця»
| рік      | Тема                                                                     |
| -------- | ------------------------------------------------------------------------ |
| 2009 рік | Зміна клімату та її вплив на людину, яка служить сьогоднішнім Сольферіно |
| 2010 рік | Місто                                                                    |
| 2011 рік | Шукайте Волонтера, який всередині вас                                    |
| 2012 рік | Рух молоді                                                               |
| 2013 рік | Будьте разом заради людяності                                            |
| 2014 рік | Зберіться разом для всіх людей                                           |
| 2015 рік | Разом для людства                                                        |
| 2016 рік | Скрізь для кожного                                                       |
| 2017 рік | Менш відомі історії Червоного Хреста                                     |
| 2018 рік | Пам'ятні посмішки з усього світу                                         |
| 2019 рік | Любов                                                                    |
| 2020 рік | Продовжуйте плескати (#Keepclapping)                                     |
| 2021 рік | Нестримний (#Unstoppable)                                                |
| 2022 рік | Будьте людяними (#BeHumankind)                                           |